# Protanilla bicolor
Protanilla bicolor  (лат.) — вид мелких муравьёв рода Protanilla из подсемейства Leptanillinae (Formicidae).

## Распространение
Китай: Yunnan Province.

## Описание
Мелкие муравьи длиной 2—3 мм. Тело двуцветное: чёрные заднегрудка, стебелёк (петиоль, постпетиоль) и первый сегмент брюшка и желтовато-коричневые голова и задняя половина брюшка. Голова суженная кпереди. Мандибулы узкие, изогнуты вниз, с многочисленными мелкими зубчиками. Нижнечелюстные щупики 4-члениковые. Метанотальная бороздка развита. Пигидиум (тергит 7-го абдоминального сегмента) крупный, округлый. Рабочие особи слепые (сложных глаз нет), жёлто-коричневые. Усики 12-члениковые, усиковые валики отсутствуют, место прикрепления антенн открытое. Название P. bicolor дано из-за особенностей окраски тела.